# Spânz
Spânzul (Helleborus) este un gen de plante originar din Europa, estul Asiei, cu peste 20 specii, erbacee, anuale sau perene, uneori arbuști.
Spânzul este o plantă care crește prin păduri și înflorește primăvara devreme.

## Caractere morfologice
Este o plantă ierboasă, ea are sepalele verzi, pe spate de culoare roșie. Petalele spânzului sunt transformate în cornete nectarifere. 
- Frunzele sunt pedate, palmat sectate, mari și late, în număr de două la baza plantei.
- Florile au petale, uneori foarte mici, transformate în nectarine, stamine numeroase, ovare superioare numeroase, rar hermafrodite, dispuse în inflorescențe cimoase sau racemoase; învelișul floral cu foliole persistente, verzi, sau pe partea inferioară roșiatice, pieloase [1].

## Specii
Principalele specii sunt:
- Helleborus argutifolius
- Helleborus foetidus
- Helleborus lividus
- Helleborus niger
- Helleborus orientalis
- Helleborus odorus
- Helleborus purpurascens
- Helleborus vesicarius

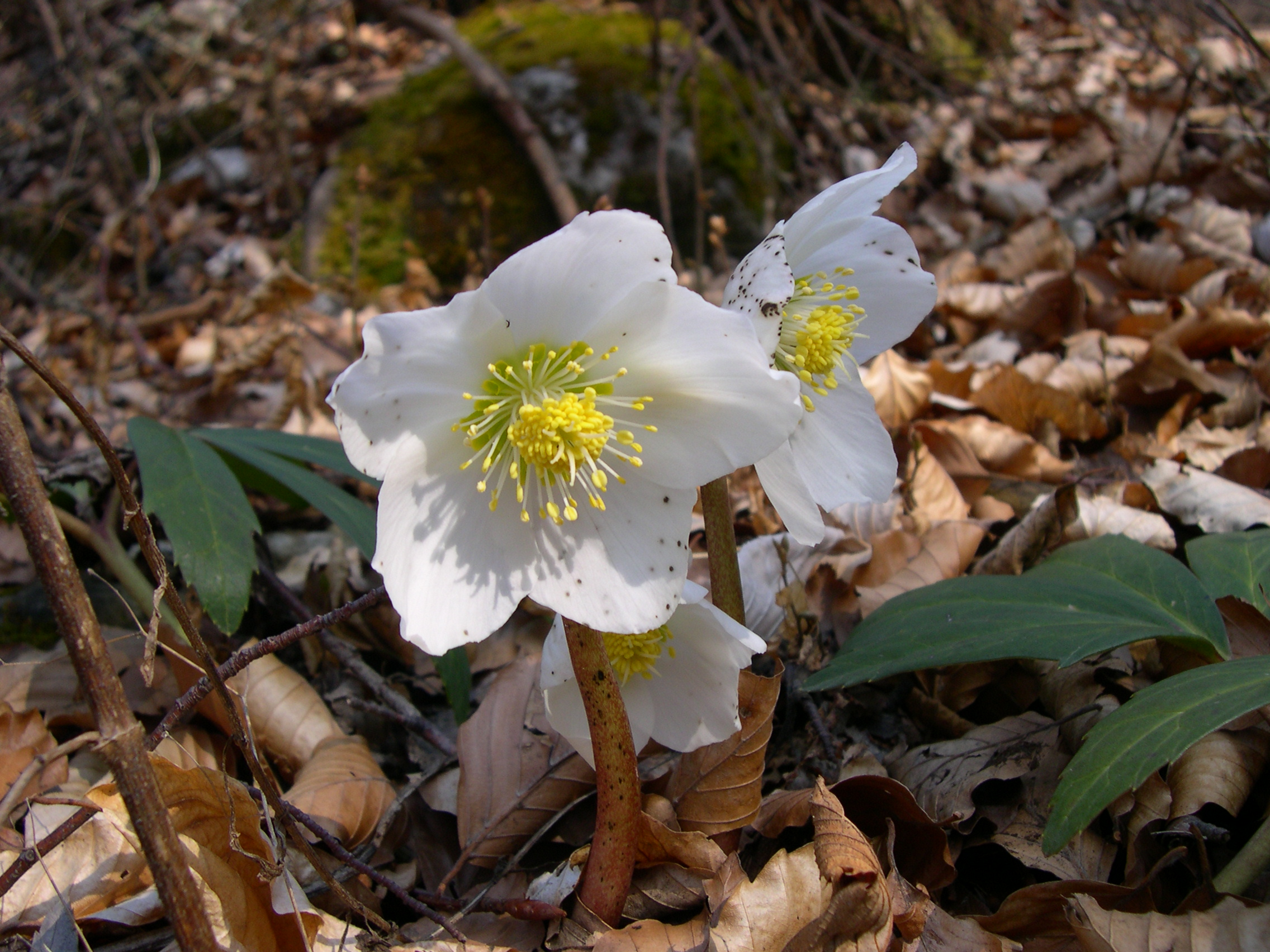
Helleborus niger
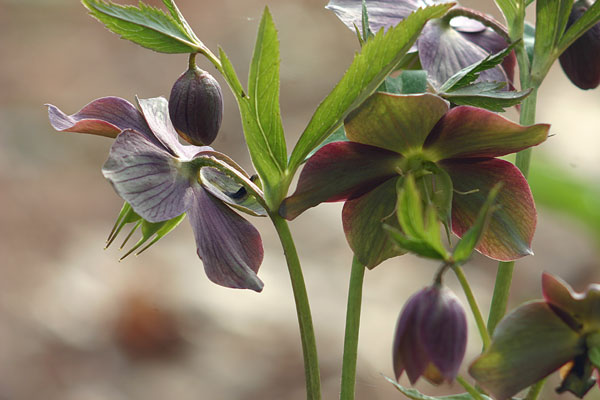
Helleborus purpurascens
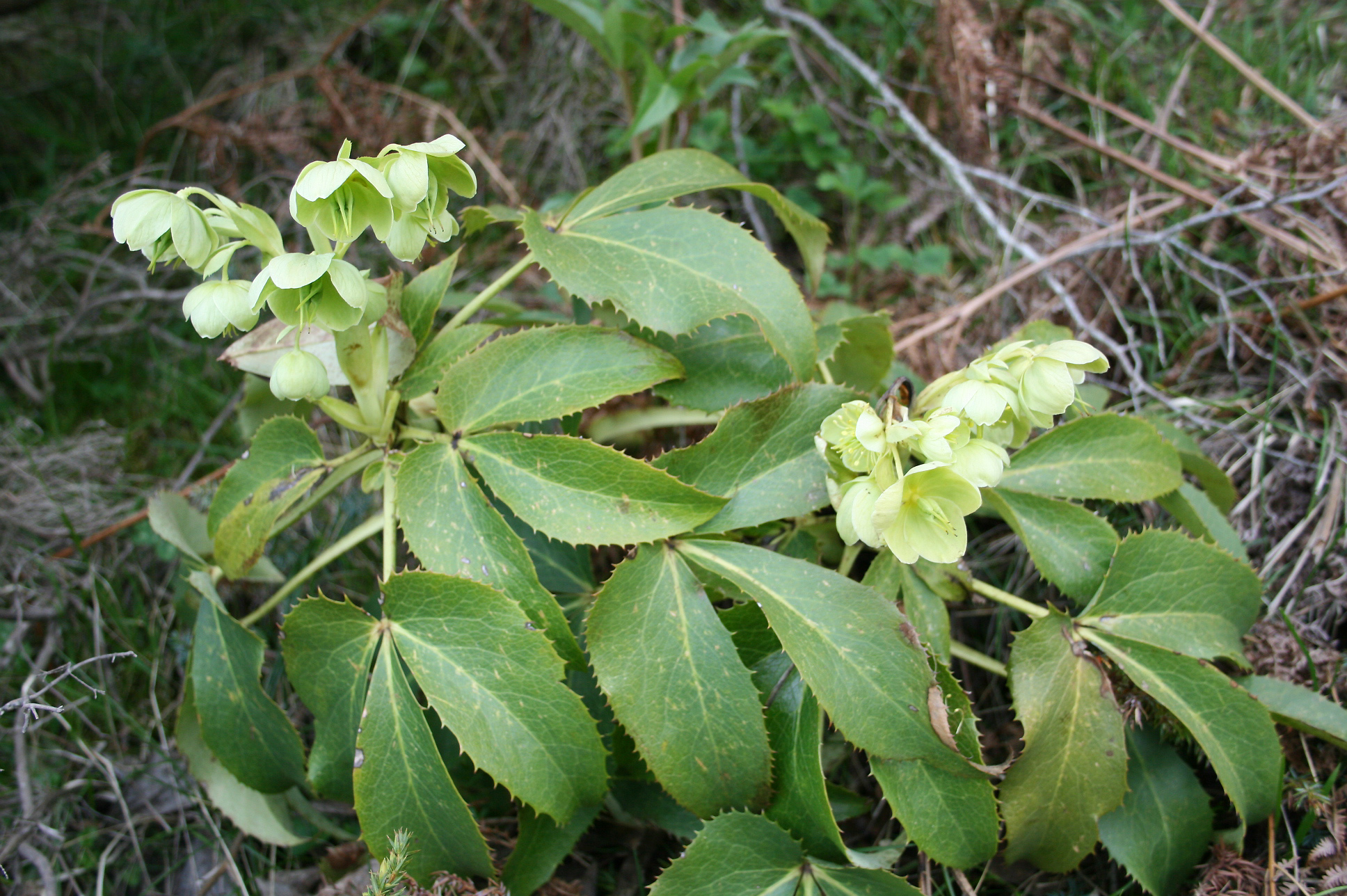
Helleborus argutifolius
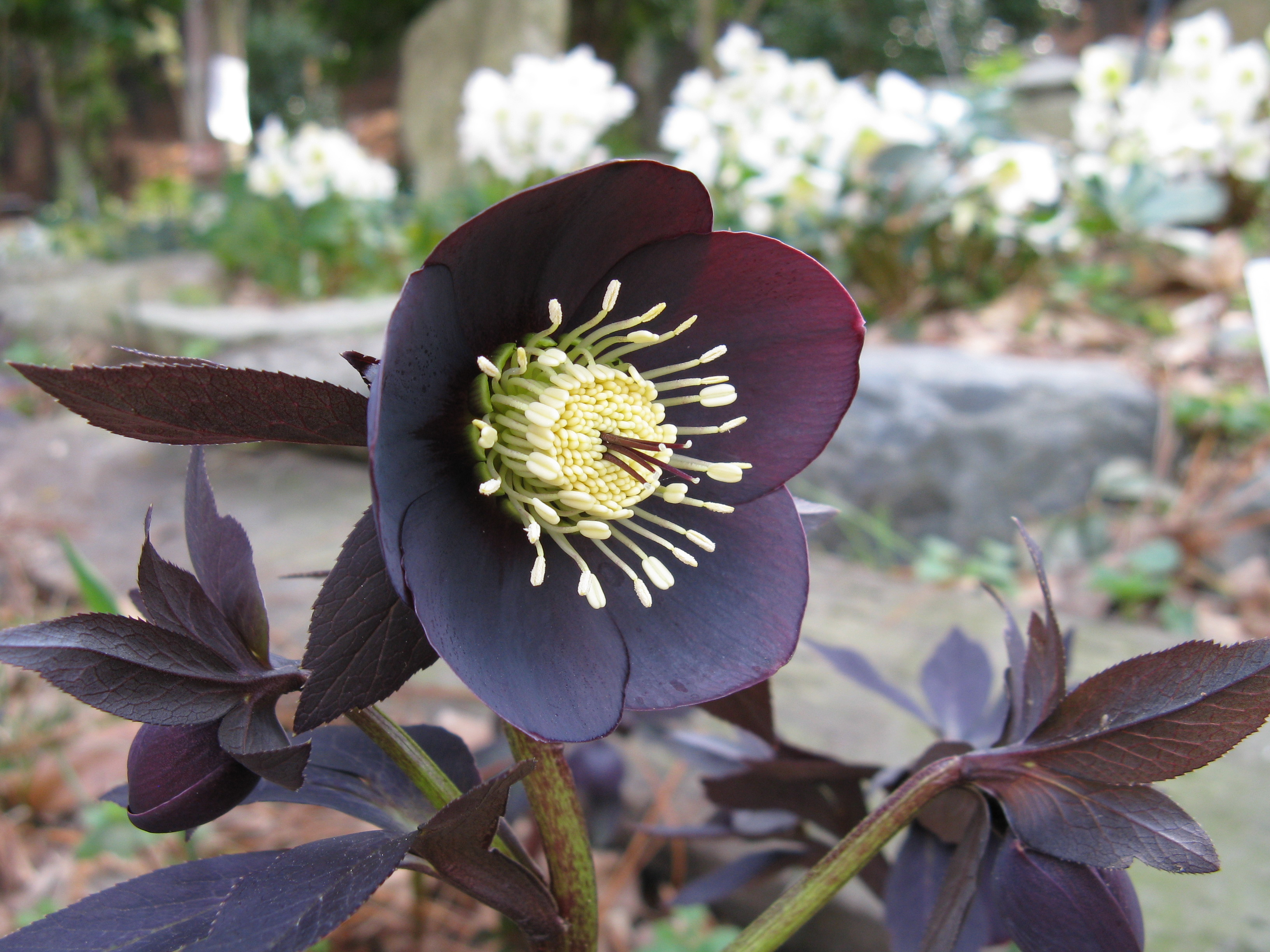
Helleborus orientalis

În România cresc două specii de plante ale genului Helleborus: 
- spânzul comun (Helleborus purpurascens)
- spânzul verde (Helleborus odorus), care aparțin familiei Ranunculaceae.

### Spânzul comun
Spânzul comun, Helleborus purpurascens, crește în pădurile de fag și molid, de la altitudinea de 300 metri, în interiorul arcului carpatic și de la 500 - 600 metri în rest. Deoarece este o plantă calcicolă, nu se dezvoltă pe pământurile acide sau pe pământurile scheletice, dar apare în jurul stâncilor calcaroase.

### Spânzul verde
Spânzul verde, Helleborus odorus, crește în sudul țării, prin pădurile de câmpie.

## Înmulțire
Înmulțirea se face prin semințe, imediat după coacere sau până în septembrie, pe brazdă, afară, sau se seamănă în cutii pe care le iernăm în răsadnițe reci și prin divizare, toamna .

## Utilizare
Rizomul de spânz este utilizat în industria farmaceutică, în producerea unor medicamente pentru bolile de inimă.
Spânzul se folosește și ca plantă ornamentală, în parcuri și grădini, în grupe mari sau mici, unde apar imediat după îngheț sau dacă temperatura este favorabilă. Se folosește și ca floare tăiată în arta buchetieră sau ca plantă în ghivece (ușor forțată la 4-6 °C).
Îi priește umbra și semiumbra. Preferă un pământ substanțial nu prea afânat și nu prea umed. Iarna se protejează cu un strat ușor de frunze .